# マサカー (ドミニカ国)
マサカー（英語: Massacre）は、ドミニカ国セント・ポール教区の村。島中央部の西海岸、マサカー川沿いに位置する。近隣のチェックホール（Check Hall）を含めた人口は1,552人（2011年国勢調査）。

## 1674年の虐殺事件
マサカーは英語で虐殺を意味し、1674年にこの場所で発生した先住民カリブ族の虐殺事件にちなんで名付けられた。
マサカーは、イギリス人入植者サー・トーマス・ワーナー（Sir Thomas Warner）とドミニカ島のカリブ族の女性の間に産まれたトーマス・「カリブ」・ワーナー（Thomas "Carib" Warner）によって建設された。トーマスが13歳頃に父親が亡くなると、生まれ故郷のセントクリストファー島からドミニカ島に逃亡し、母親の出身部族の一員として暮らした。トーマスはヨーロッパ人のアイディンティティを否定し、折しも植民地化を進めていたイギリスやフランスに抵抗し、島のカリブ族の保護に尽力した。だが、1674年にトーマスは異母兄弟のフィリップ・ワーナーに殺害され、村の人々も虐殺された。